# Parafia św. Michała Archanioła w Nosowie
Parafia św. Michała Archanioła – parafia prawosławna w Nosowie, w dekanacie Biała Podlaska, diecezji lubelsko-chełmskiej.
Na terenie parafii funkcjonuje 1 cerkiew:
- cerkiew św. Michała Archanioła w Nosowie – parafialna

## Historia
30 czerwca 2013 oddano do użytku nowy dom parafialny.
W 2017 r. parafia liczyła niespełna 60 wiernych.

## Zasięg terytorialny
Nosów, Leśna Podlaska, Konstantynów, Pawłów Nowy, 
Kornica, Próchenki, Łosice, Platerów, Sarnaki.

## Wykaz proboszczów
- okres międzywojenny (po 1924, przed 1935) – ks. Grzegorz Metiuk
- 18.04.1989 – 16.09.1997 – ks. Jan Kulik
- 16.09.1997 –? – ks. Jarosław Ogurek (Ohurek)
- 2011–2012 – p.o. ks. Jan Kulik
- 2013–2017 – ks. Wiaczesław Skiepko
- 2017–2019 – ks. Michał Doroszkiewicz[3]
- od 2019 – ks. Jan Jałoza[4]